# 闫肖锋
闫肖锋（1963年5月27日—），中国评论员、作家，生于浙江杭州，曾在北京大学和清华大学学习。师承社会学大师费孝通，长于社会发展趋势分析。现为《新周刊》总主笔，《财经郎眼》特邀评论嘉宾。